# Dornier Do 29 (1934)
O Dornier Do 29 foi um projeto caça pesado proposto pela Dornier, tendo competido contra o Messerschmitt Bf 110 no concurso lançado pelo governo alemão.
O design respondia às exigências do Ministério da Aviação do Reich, no outono de 1934. Derivado do Do 17, o design foi rejeitado antes de ser construído o primeiro protótipo. 